# Pierre van Hooijdonk
Petrus Ferdinandus Johannes van Hooijdonk, conhecido como Pierre van Hooijdonk (Steenbergen, 29 de novembro de 1969), é um ex-futebolista neerlandês.
Com mais de 350 gols marcados na sua carreira, passou boa parte dela atuando em seu país natal, e destacou-se em clubes como Feyenoord e NAC Breda. Fora da Holanda, atuou por Celtic, Nottingham Forest, Benfica e Fenerbahçe. Pela Seleção Neerlandesa, atuou por 10 anos, entre 1994 e 2004, marcando 14 gols.

## Infância e juventude
Quando criança, Pierre van Hooijdonk jogava em uma pequena vila perto de sua cidade natal, chamada Welberg. Ele era torcedor do NAC Breda e fez testes no clube quando jovem. Chegou a fazer parte de categorias de base do clube, porém o técnico do RBC Roosendaal, Tiny van Dijk, o chamou para se profissionalizar pelo clube.

## Carreira
Sua primeira temporada como profissional foi em 1989-90. Van Hooijdonk acabou se beneficiando da contusão do titular da época para entrar no time e impressionar os dirigentes do RBC da época, com 33 gols em 69 jogos. Vários times mostraram interesse em sua contratação, entre eles o NAC Breda, o que não o fez hesitar em assinar com o clube do coração. Pelo NAC foram quatro temporadas de muitos jogos e muitos gols. Não demorou muito, e dessa vez era o momento do mercado estrangeiro se interessar pelo atacante. O jogador transferiu-se então para o Celtic Football Club, da Escócia. No clube britânico manteve uma ótima média (56 gols em 92 partidas). Depois, mais uma transferência, dessa vez para um mercado maior, o inglês. Assinou com o Nottingham Forest, onde passou mais duas temporadas. Anos fora de seu país, e Pierre resolve voltar a terra natal. Dessa vez, seu destino era o Vitesse Arnhem, mas por pouco tempo. Novamente, sua ótima méia o leva ao mercado de fora do país. O SL Benfica é seu novo destino. Ao se destacar no time português, van Hooijdonk finalmente chega a um grande clube de seu país, Feyenoord. No clube de Rotterdam faz história com vários gols e o título da Copa da UEFA. Já em fim de carreira, vê outra boa oportunidade fora, mas agora na Turquia, se transferindo para o Fenerbahçe daquele país. Finalmente, a poucos anos de se aposentar, retorna para os Países Baixos, para jogar nos dois clubes mais importantes da sua vida, o time de coração NAC Breda e o time que lhe deu toda a projeção internacional, o Feyenoord, onde encerra a carreira. Em toda sua carreira Hooijdonk fez 389 gols em jogos oficiais. 

### Seleção nacional
Pela Seleção Neerlandesa, van Hooijdonk participou das mais importantes competições, como a Copa do Mundo de 1998, disputada na França, e as Eurocopas de 2000 em sua terra natal e de 2004 em Portugal. Pela seleção de seu país, marcou um total 14 gols em 46 jogos entre 1994 e 2004.

## Títulos
Celtic
- Copa da Escócia: 1994–95

Nottingham Forest
- EFL Championship: 1997–98

Feyenoord
- Liga Europa da UEFA: 2001–02

Fenerbahçe
- Süper Lig: 2003–04, 2004–05

### Individuais
- Artilheiro da Divisão Premier da Escócia : 1995–96
- Liga de futebol Primeira Divisão PFA Team of the Year : 1997–98
- Artilheiro da Primeira Divisão da Liga de Futebol : 1997–98
- Nottingham Forest FC Jogador do Ano : 1998
- Artilheiro da Taça UEFA : 2001–02 [15]
- Artilheiro da Eredivisie : 2001–02 [16]
- Melhor Jogador Neerlandês do Ano : 2001–02